# Мостовое (Житомирская область)
Мостово́е (укр. Мостове) — село на Украине, основано в 1648 году, находится в Андрушёвском районе Житомирской области.
Код КОАТУУ — 1820387201. Население по переписи 2001 года составляет 567 человек. Почтовый индекс — 13441. Телефонный код — 4136. Занимает площадь 29,102 км².

## История
В 1946 году указом ПВС УССР село Войтовцы переименовано в Мостовое.

## Адрес местного совета
13441, Житомирская область, Андрушёвский р-н, с. Мостовое, ул. Окунева, 2б, тел.